# بلیوا، کوئینزلند
بلیوا (به انگلیسی: Belivah) یک حومه شهر در استرالیا است که در کوئینزلند واقع شده‌است.